# Steele (Alabama)
Pour les articles homonymes, voir Steele.
Steele est une municipalité américaine située dans le comté de Saint Clair en Alabama.
Selon le recensement de 2010, sa population est de 1 043 habitants. La municipalité s'étend sur 6,74 milles carrés (17,46 km2).
Fondée au début du XIXe siècle, la ville est nommée en l'honneur de Joshua Toliver Steele qui donna une partie de ses terres pour la construction d'une gare de l'Alabama Great Southern Railroad. Elle devient une municipalité en 1952.

## Démographie
| 1880 | 1960 | 1970 | 1980 | 1990  | 2000  | 2010  | - |
| ---- | ---- | ---- | ---- | ----- | ----- | ----- | - |
| 98   | 625  | 798  | 795  | 1 046 | 1 093 | 1 043 | - |